# Diemtigen
Diemtigen (toponimo tedesco) è un comune svizzero di 2 200 abitanti del Canton Berna, nella regione dell'Oberland (circondario di Frutigen-Niedersimmental).

## Geografia fisica
Diemtigen si trova nella Simmental.

## Monumenti e luoghi d'interesse
- Chiesa riformata (già di San Nicola), attestata dal 1314 e ricostruita nel 1490[1].

## Società

### Evoluzione demografica
L'evoluzione demografica è riportata nella seguente tabella:
Abitanti censiti

## Geografia antropica

### Frazioni
Le frazioni di Diemtigen sono:
- Bächlen
- Entschwil
- Horben
- Oey, capoluogo comunale
- Riedern
- Schwenden im Diemtigtal
- Zwischenflüh

## Infrastrutture e trasporti
Diemtigen è servita dalla stazione di Oey-Diemtigen sulla ferrovia Spiez-Zweisimmen.

## Amministrazione
Ogni famiglia originaria del luogo fa parte del cosiddetto comune patriziale e ha la responsabilità della manutenzione di ogni bene ricadente all'interno dei confini del comune.